# Rio Bonito (Paraná)
O rio Bonito é um curso de água que banha o estado do Paraná. 